# Johann Hermann Bauer
Johann Hermann Bauer (* 30. Juni 1861 in Prag; † 5. April 1891 in Görz) war ein österreichischer Schachmeister.
Bauer siedelte 1886 von Prag nach Wien um, wo er zunächst als Buchhalter arbeitete. Er gewann zum Jahreswechsel 1886/87 die Meisterschaft der Wiener Schachgesellschaft und wurde daraufhin Berufsspieler. 1887 gewann er das Hauptturnier beim Kongress des Deutschen Schachbundes in Frankfurt am Main und erhielt den Meistertitel. 1889 teilte er in Breslau den 5. bis 7. Platz im Meisterturnier mit Curt von Bardeleben, Isidor Gunsberg und Louis Paulsen. 1890 wurde er bei einem Meisterturnier des österreichisch-ungarischen Schachbundes in Graz Zweiter, vor u. a. Emanuel Lasker und Georg Marco. Sein verfrühter Tod infolge Tuberkulose im Jahr 1891 beendete seine vielversprechende Schachkarriere. In seinem Todesjahr 1891 gelangen ihm zwei Wettkampferfolge in Wien: er besiegte Georg Marco mit 3:1 (+2 =2 −0) und Adolf Albin mit 4-0.
Bauer blieb der Schachwelt in Erinnerung durch seine Niederlage gegen Emanuel Lasker beim internationalen Meisterturnier in Amsterdam 1889: Lasker – Bauer, Amsterdam 1889.